# International Gold Cup
International Gold Cup je automobilový závod pro vozy Formule 1 a Formule 2 pořádaný v rozmezí padesátých až sedmdesátých let na okruhu Outlon Park. Od roku 1970 byl závod vypsán v rámci britského šampionátu Formule 5000 jako odezva na rostoucí náklady ve Formuli 1 a především na redukci závodu nezapočítávaných do šampionátu F1. Od roku 2002 jsou tu pořádány závody historických vozidel.

## Dosavadní vítězové
- Oranžově – závod formule 2

| Rok  | Pilot          | Vůz           | Čas       | Výsledky |
| ---- | -------------- | ------------- | --------- | -------- |
| 1954 | Stirling Moss  | Maserati 250F | 1h11m27.0 | Výsledky |
| 1955 | Stirling Moss  | Maserati 250F | 1h44m05.4 | Výsledky |
| 1956 | Roy Salvadori  | Cooper T41    | 1h19m02.0 | Výsledky |
| 1957 | Jack Brabham   | Cooper T43    | 1h37m29.4 | Výsledky |
| 1959 | Stirling Moss  | Cooper T51    | 1h34m37.2 | Výsledky |
| 1960 | Stirling Moss  | Lotus 18      | 1h45m54.0 | Výsledky |
| 1961 | Stirling Moss  | Ferguson P99  | 1h51m53.8 | Výsledky |
| 1962 | Jim Clark      | Lotus 25      | 2h03m46.6 | Výsledky |
| 1963 | Jim Clark      | Lotus 25      | 2h02m58.6 | Výsledky |
| 1964 | Jack Brabham   | Brabham BT10  | 1h09m23.0 | Výsledky |
| 1965 | John Surtees   | Lola T60      | 1h08m44.0 | Výsledky |
| 1966 | Jack Brabham   | Brabham BT19  | 1h06m14.2 | Výsledky |
| 1967 | Jack Brabham   | Brabham BT24  | 1h10m07.0 | Výsledky |
| 1968 | Jackie Stewart | Matra MS10    | 1h00m39.0 | Výsledky |
| 1969 | Jacky Ickx     | Brabham BT26A | 1h00m28.6 | Výsledky |
| 1970 | John Surtees   | Surtees TS7   | 59m48.2   | Výsledky |
| 1971 | John Surtees   | Surtees TS9   | 57m38.6   | Výsledky |
| 1972 | Denny Hulme    | McLaren M19A  | 57m15.6   | Výsledky |

### Formule Shellsport
| Rok  | Pilot       | Vůz     |
| ---- | ----------- | ------- |
| 1976 | Guy Edwards | Brabham |
| 1977 | Derek Bell  | Penske  |

### Formula Aurora
| Rok  | Pilot         | Vůz     |
| ---- | ------------- | ------- |
| 1978 | Tony Trimmer  | McLaren |
| 1979 | David Kennedy | Wolf    |
| 1980 | Guy Edwards   | Arrows  |